# Tail Spin
Tail Spin, in Nederland bekend onder de titel Het drama in de wolken, is een film uit 1939 onder regie van Roy Del Ruth.
Alice Faye en Constance Bennett spelen in de film twee rivaliserende dames. In een scène waarbij een vliegtuig neerstort, werd er een stuntvrouw gebruikt voor allebei de karakters.

## Rolverdeling
| Acteur            | Personage    |
| ----------------- | ------------ |
| Alice Faye        | Trixie Lee   |
| Constance Bennett | Gerry Lester |
| Nancy Kelly       | Lois Allen   |
| Joan Davis        | Babe Dugan   |
| Charles Farrell   | Bud          |
| Jane Wyman        | Alabama      |